# Schleswigsche Löwen
Die Schleswigschen Löwen stehen für das Herzogtum Schleswig.

## Heraldik
Es handelt sich um zwei blaue, nach heraldisch rechts gewandte, rot bewehrte, rot gezungte, übereinander schreitende ursprünglich gekrönte Löwen – heraldisch korrekt: leopardierte Löwen – auf goldenem Grund. Die zwei Löwen sind eine Minderung des Wappen Dänemarks. Sie sind erstmals nachweisbar auf einem Schild unter Erich I. (Erik Abelsøn) in der Mitte des 13. Jahrhunderts. Als Wappentier gehören die zwei Löwen zu den gemeinen Figuren und haben als Löwen einen Eigennamen.
Die Schleswigschen Löwen sind im Wappen Dänemarks, im Wappen Schleswig-Holsteins und im Wappen von Sønderjyllands Amt abgebildet. Auch der Kreis Schleswig-Flensburg und der Kreis Rendsburg-Eckernförde sowie viele Ämter und Gemeinden im Kreis Schleswig-Flensburg führen in verwechselten Farben beide Löwen oder einen.

## Drehung der Löwen
Die Darstellung der Löwen auf dem heutigen Wappen Schleswig-Holsteins weicht insofern von der ursprünglichen ab, als die Löwen nach heraldisch links dargestellt sind. Zur Zeit der Schleswig-Holsteinischen Erhebung führten die deutsch gesinnten Schleswig-Holsteiner die nach außen schreitenden Löwen und das Nesselblatt im Wappen. Ihr Bekenntnis zur deutschen Nation unterstrichen sie durch den doppelköpfigen Reichsadler des Heiligen Römischen Reiches.
Als nach dem Deutsch-Dänischen Krieg und dem Deutschen Krieg die Provinz Schleswig-Holstein entstand, beließ die Krone Preußen das Wappen. Erst im Freistaat Preußen wurde die „Richtung“ geändert; um die enge staatsrechtliche Verbundenheit der beiden Landesteile heraldisch zu unterstreichen, drehte das Preußische Staatsministerium die Löwen mit Erlass vom 30. Juli 1928 um.

## Wappen mit Schleswigschen Löwen

Wappen von Frederik X. und des dänischen Königshauses
Schleswig-Holstein
Sønderjyllands Amt
Flensburg (Leoparden-ähnlich)
Amt Langballig (gemindert)
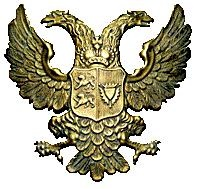
Schleswig-Holsteinische Armee